# Anacarsis Lanús
Hipólito Anacarsis Lanús, né le 14 novembre 1820 à Concepción del Uruguay, dans la province d'Entre Ríos en Argentine et mort le 14 octobre 1888 à Buenos Aires, est un commerçant argentin dont la fortune a connu une progression fulgurante durant le développement de l’État de Buenos Aires. Il est considéré à cette période comme l’homme le plus riche du pays, en particulier grâce aux transactions commerciales effectuées avec l’armée durant la guerre de la Triple-Alliance (1865 - 1870).

## Biographie
Hipólito Anacarsis Lanús est le fils de Jean Lanusse Casenave, né en 1786 à Préchacq-Navarrenx (Basse-Navarre), et de la porteña Teresa Fernández de Castro y Pessoa. Il commence sa carrière dans le commerce de détail à Buenos Aires. Sous le gouvernement de Juan Manuel de Rosas, il développe ses activités en important des biens d’Europe et en organisant des transports sur le rio Paraná.
Après la bataille de Caseros, il rejoint le parti de Bartolomé Mitre et prend part à la révolution du 11 septembre 1852 (es). Le gouverneur de l’État de Buenos Aires le nomme alors sous-chef de la police de la ville. Durant la décennie suivante, il est député provincial et il augmente sa fortune en approvisionnant les milices qui affrontent les troupes indigènes du sud de la province.
Il est l’un des plus importants fournisseurs des armées alliées durant la guerre de la Triple-Alliance ; en conséquence sa fortune augmente substantiellement, alors que divers témoignages de militaires font état de manœuvres spéculatives et de fournitures de qualité inférieure à celle prévue par les contrats.
Il approvisionne ensuite l’Armée de terre argentine durant la rébellion jordanienne commencée en 1870. Durant les années suivantes, il commerce avec les fortins de la frontière. Il est alors considéré comme l’homme le plus riche du pays.
Il fonde le village de Lanús à proximité de Buenos Aires ; celui-ci constitue en 2016 l’une des banlieues les plus peuplées du Grand Buenos Aires.
En 1874, il se prononce en faveur de la révolution organisée par l’ex-président Mitre. Il finance une grande partie de la campagne de ce dernier, si bien qu’il y perd une grande partie de sa fortune et de son prestige commercial..
En 1879, la Conquête du Désert lui permet de recouvrer une partie de sa fortune, en fournissant les armées du ministre général Julio Argentino Roca ; il doit alors composer avec les frères du général, en particulier avec Ataliva Roca.
À partir de 1888, il commence une diversification commerciale et tente d’obtenir la concession du chemin de fer vers la Bolivie mais il meurt le 14 octobre de la même année sans avoir lancé le projet.
Son fils, également dénommé Anacarsis Lanús, est gouverneur du Chaco, alors argentin, entre 1911 et 1914.